# Cratere Spitteler
Spitteler  è un cratere sulla superficie di Mercurio.